# Lincoln Capri
La Capri è un'autovettura full-size di lusso prodotta dalla Lincoln dal 1952 al 1959.

## La prima serie: 1952–1955

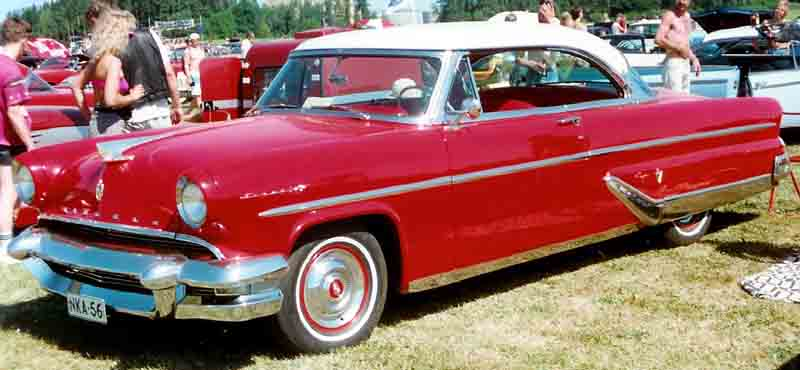
Una Lincoln Capri cabriolet del 1955

La Capri venne lanciata nel 1952 per competere con la Cadillac Serie 62 e la Packard 400. Nel primo anno di commercializzazione ne furono prodotti 14.342 esemplari, mentre nel 1953 le Capri commercializzate raggiunsero le 26.640 unità. Negli anni in cui furono in commercio contemporaneamente, la Capri vendette un numero di esemplari maggiore della Cosmopolitan, cioè della vettura da cui derivava.
Nell'ottobre del 1952, un esemplare della Capri venne provato dalla rivista Popular Mechanics. Durante il test vennero registrate un'accelerazione da 0 a 97 km/h di 14,8 secondi ed il quarto di miglio da fermo di 21,3 secondi. A 40 mph, il consumo di carburante fu di 8,9 km/L.
La prima serie della Capri aveva installato un motore V8 da 5,6 L di cilindrata e 225 CV di potenza avente un rapporto di compressione di 8,5:1. L'alimentazione era fornita da un carburatore quadruplo corpo. L'altro motore disponibile era un V8 da 5,2 L. I cambi offerti erano due, vale a dire un Turbo-Drive automatico a tre rapporti fornito dalla Ford ed un Hydra-Matic automatico a quattro rapporti. Il motore era montato anteriormente, mentre la trazione era posteriore. L'aria condizionata era offerta di serie. La Capri fu tra i primi modelli ad avere installato, tra le opzioni, un dispositivo per la gestione automatica degli abbaglianti. Nel 1954 gli esemplari venduti furono 29.552, mentre nell'anno successivo le unità commercializzate furono 23.673. Queste ultime corrispondevano all'87% delle Lincoln vendute in totale.
Questa prima serie di Capri, che fu progettata Bill Schmidt, venne assemblata a Los Angeles, Wayne, Deaborn e Saint Louis. 

## La seconda serie: 1956–1957
Nel 1956 la Capri fu oggetto di un profondo restyling al pari degli altri modelli Lincoln. Nell'occasione fu introdotto un nuovo motore V8 da 6 L e 285 CV che era dotato di un carburatore quadruplo corpo, di un rapporto di compressione di 9:1 e di un impianto elettrico da 12 V che serviva anche per alimentare i vari dispositivi elettrici della vettura, che erano infatti presenti in un numero ragguardevole. 
Il cambio disponibile era solo uno, vale a dire un Turbo-Drive automatico a tre rapporti. Il motore era montato anteriormente, mentre la trazione era posteriore. I sedili regolabili elettricamente in quattro posizioni erano offerti tra le opzioni.
Nel contempo, il modello fu retrocesso di livello, mentre la Premiere prese il posto precedentemente occupato dalla prima generazione della Capri. Per questa serie di Capri non fu più disponibile la versione cabriolet. Le vendite calarono drasticamente, tanto che gli esemplari commercializzati nel 1956 scesero a 8.791 unità a fronte di una produzione totale di Capri e Premiere che si attestò a 50.322 modelli.
Grazie all'installazione di un nuovo albero a camme ed all'aumento del rapporto di compressione che raggiunse il valore di 10:1, la potenza del motore nel 1957 crebbe a 300 CV. Nonostante queste migliorie, le vendite nel 1957 calarono nuovamente, attestandosi a 5.900 esemplari. Nell'anno citato la vettura fu anche oggetto di un modesto facelift in occasione del quale il corpo vettura fu dotato di pinne posteriori piuttosto pronunciate. La produzione totale di Capri e Premiere, nel 1957, si attestò a 41.123 esemplari.
Questa seconda generazione di Capri, che venne progettata anch'essa da Bill Schmidt, venne assemblata a Los Angeles, Wayne, Deaborn e Saint Louis. 

## La terza serie: 1958–1959
La terza serie della Capri fu uno dei primi modelli Lincoln ad essere prodotta a Wixom, nel Michigan. A differenza delle serie precedenti, questo stabilimento produttivo fu l'unico dove venne assemblato il modello. Questa nuova serie di Capri era dotata di un pianale a monoscocca che condivideva con la Lincoln-Zephyr e la Lincoln Continental.
La Capri prodotta dal 1958 al 1959 fu una tra le più grandi auto mai costruite fino ad allora, addirittura più grande dei modelli Cadillac. Inoltre, il modello fu la più grande vettura Lincoln a non essere dotata di paraurti conformi alle leggi federali dell'epoca, che prevedevano l'obbligo di assorbimento delle collisioni almeno fino a 8 km/h. Questa serie di Capri era dotata di un motore V8 da 7 L e 375 CV. Il motore era montato anteriormente, mentre la trazione era posteriore. Lo spazio disponibile per le spalle dei passeggeri toccò un valore record per le vetture Lincoln. Il progetto di questa terza serie di Capri fu di John Najjar.
Le vendite toccarono i 6.859 esemplari venduti, 3.014 dei quali furono berline. L'impianto di riscaldamento, lo sbrinatore, l'autoradio AM e le cinture di sicurezza erano offerti tra le opzioni ad un prezzo, rispettivamente, di 110 dollari (i primi due era offerti accoppiati), 144 dollari e 25 dollari. La radio FM fu un'opzione rara che era in vendita a 129 dollari e che comprendeva anche l'opzione AM. I freni erano a tamburo, mentre l'unico cambio disponibile era un Turbo-Drive automatico a tre rapporti.
Nonostante nel 1959 le vendite avessero toccato i 7.929 esemplari, la Capri fu tolta di produzione.